# ترانه فیل
ترانهٔ فیل (به انگلیسی: Elephant Song) فیلم درام کانادایی به کارگردانی چارلز بینمه و محصول سال ۲۰۱۴ است.
این فیلم برگرفته از نمایشنامه‌ای به همین عنوان، به قلم نیکلاس بیلان می‌باشد و نخستین بار در جشنواره بین‌المللی فیلم تورنتو ۲۰۱۴ بر روی پرده رفت.